# 唐津都市圏
唐津都市圏（からつとしけん）は、佐賀県唐津市を中心とする都市圏である。

## 定義
一般的な都市圏の定義については都市圏を参照のこと。

### 「10%都市圏（通勤圏）」
唐津市を中心とする都市雇用圏（10% 通勤圏）の人口は約13万人（2010年国勢調査基準）。
都市雇用圏（10% 通勤圏）の変遷
- 10% 通勤圏に入っていない自治体は、各統計年の欄で灰色かつ「-」で示す。

| 自治体 ('80) | 1980年                 | 1990年                 | 1995年                 | 2000年                 | 2005年                 | 2010年                 | 自治体 （現在） |
| ------------ | ---------------------- | ---------------------- | ---------------------- | ---------------------- | ---------------------- | ---------------------- | --------------- |
| 玄海町       | 唐津 都市圏 13万8271人 | 唐津 都市圏 13万7424人 | 唐津 都市圏 13万8832人 | 唐津 都市圏 13万5315人 | 唐津 都市圏 13万7854人 | 唐津 都市圏 13万3305人 | 玄海町          |
| 唐津市       | 唐津 都市圏 13万8271人 | 唐津 都市圏 13万7424人 | 唐津 都市圏 13万8832人 | 唐津 都市圏 13万5315人 | 唐津 都市圏 13万7854人 | 唐津 都市圏 13万3305人 | 唐津市          |
| 浜玉町       | 唐津 都市圏 13万8271人 | 唐津 都市圏 13万7424人 | 唐津 都市圏 13万8832人 | 唐津 都市圏 13万5315人 | 唐津 都市圏 13万7854人 | 唐津 都市圏 13万3305人 | 唐津市          |
| 相知町       | 唐津 都市圏 13万8271人 | 唐津 都市圏 13万7424人 | 唐津 都市圏 13万8832人 | 唐津 都市圏 13万5315人 | 唐津 都市圏 13万7854人 | 唐津 都市圏 13万3305人 | 唐津市          |
| 肥前町       | 唐津 都市圏 13万8271人 | 唐津 都市圏 13万7424人 | 唐津 都市圏 13万8832人 | 唐津 都市圏 13万5315人 | 唐津 都市圏 13万7854人 | 唐津 都市圏 13万3305人 | 唐津市          |
| 鎮西町       | 唐津 都市圏 13万8271人 | 唐津 都市圏 13万7424人 | 唐津 都市圏 13万8832人 | 唐津 都市圏 13万5315人 | 唐津 都市圏 13万7854人 | 唐津 都市圏 13万3305人 | 唐津市          |
| 呼子町       | 唐津 都市圏 13万8271人 | 唐津 都市圏 13万7424人 | 唐津 都市圏 13万8832人 | 唐津 都市圏 13万5315人 | 唐津 都市圏 13万7854人 | 唐津 都市圏 13万3305人 | 唐津市          |
| 北波多村     | 唐津 都市圏 13万8271人 | 唐津 都市圏 13万7424人 | 唐津 都市圏 13万8832人 | 唐津 都市圏 13万5315人 | 唐津 都市圏 13万7854人 | 唐津 都市圏 13万3305人 | 唐津市          |
| 七山村       | -                      | -                      | 唐津 都市圏 13万8832人 | 唐津 都市圏 13万5315人 | 唐津 都市圏 13万7854人 | 唐津 都市圏 13万3305人 | 唐津市          |
| 厳木町       | -                      | 佐賀 都市圏            | 佐賀 都市圏            | 佐賀 都市圏            | 唐津 都市圏 13万7854人 | 唐津 都市圏 13万3305人 | 唐津市          |

- 2005年1月1日：唐津市と東松浦郡浜玉町・厳木町・相知町・北波多村・肥前町・鎮西町・呼子町が新設合併し、新市制による唐津市が発足。
- 2006年1月1日：東松浦郡七山村を唐津市に編入。

### 行政の取り組み
唐津市は合併一市圏域として、唐津市定住自立圏の中心市宣言を行っている。

### 相対都市圏
国土交通省の定義 (PDF) によると、2000年現在の時点で旧・唐津市と旧・浜玉町が福岡都市圏に含まれている。